# Prodloužení
Prodloužení je nastavený čas k základní hrací době sportovního utkání. Toto nastavení se uplatňuje v případech, kdy utkání skončí nerozhodně, avšak pravidla dané soutěže tento výsledek nedovolují. Délka nastaveného času se v různých sportech liší. Rozdílná může být i v různých fázích sportovní soutěže (například ve finále může být delší než v předchozích fázích turnaje apod.).

## Fotbal
Prodloužení trvá 2x 15 minut. Příklad: Tým  A hraje ve fotbalové Lize mistrů proti týmu B. Doma tým A vyhraje 2:0 a venku (tedy na hřišti týmu B) prohraje 0:2. Jelikož je celkové skóre shodné (2:2), musí se o vítězi rozhodnout v další fázi, která bude bezprostředně navazovat na utkání hrané na hřišti týmu B. Touto fází bude prodloužení. Pokud se ani v prodloužení nerozhodne, bude se rozhodovat penaltovým rozstřelem.

V některých pohárových utkáních, v nichž se musí rozhodnout o postupu, se po odehrání normální hrací doby včetně případného nastaveného času k prodloužení nepřistupuje a kope se hned penaltový rozstřel. Týká se to např. některých superpohárů.
Výsledek zápasu, který se rozhodl v prodloužení, bývá někdy značen zkratkou „pp.“ nebo „PP“ (po prodloužení).

## Lední hokej
V ledním hokeji se rozlišují dva typy, prodloužená hra a samostatné nájezdy na branku soupeře.

### Prodloužená hra v ledním hokeji
Pokud skončí utkání v ledním hokeji v normální hrací době nerozhodným výsledkem, hraje se dále, dokud nedá některé mužstvo gól, takzvaná náhlá smrt. Po gólu zápas končí. Délka prodloužení a počet hráčů na hřišti se různí podle ligy, ve které se zápas hraje. Když zápas skončí nerozhodně, pokračuje se samostatnými nájezdy na brankáře.
V play-off některých lig (např. NHL, KHL a v případě pátých, šestých či sedmých zápasů české extraligy) se prodlužuje, dokud nepadne vítězný gól. Samostatné nájezdy o vítězi nerozhodují. Utkání tak může trvat teoreticky donekonečna. Rekordem NHL je utkání z 24. března 1936 mezi Detroit Red Wings a Montreal Maroons, které se prodlužovalo šestkrát, a celkový čas prodloužení byl 116 minut a 30 sekund (tedy celkem utkání trvalo 176:30 minut; Detroit vyhrál jediným gólem). Rekord KHL drží čtvrtfinálový zápas play-off HC Lev Praha – HC Donbass Doněck z 21. března 2014, kdy Donbass vyhrál 4:3 gólem ve čtvrtém prodloužení v čase 126:14. Rekordem české ELH byl zápas semifinále play-off Hradec Králové – Vítkovice ze 13. dubna 2023, který skončil až ve čtvrtém prodloužení v čase 138:51 výsledkem 1:2 (3:3 na zápasy). Absolutně nejdelším prodlouženým zápasem byl zápas norské ligy Sparta Sarpsborg – Storhamar Ishockey ze 12. března 2017 a skončil 1:2 v čase 217:14.

### Samostatné nájezdy na brankáře v ledním hokeji
Když o vítězi utkání nerozhodne ani prodloužená hra, pokračuje se v některých soutěžích v samostatných nájezdech. Trenér vybere tři nebo pět hráčů (dle pravidel konkrétní soutěže), kteří se snaží nájezdem na branku s brankářem dát gól. Mužstva se střídají po jednom nájezdu, a pokud se nerozhodne po pěti sériích nájezdů, jede se po jedné sérii, dokud se nerozhodne.
Samostatné nájezdy se nepoužívají v playoff v severoamerických ligách, namísto toho se hrají dvacetiminutové úseky hry až do vstřelení vítězného gólu. To někdy vede ke kuriózně dlouhým zápasům, viz výše.

## Házená
Prodloužení v házené následuje po vypršení regulérního času, jestliže oba týmy zaznamenaly shodný počet branek. Prodloužení sestává ze dvou polovin a každá z nich trvá 5 minut. Délka přestávky je 1 minuta. Jestliže je po skončení stav stále nerozhodný, následuje pětiminutová přestávka a druhé prodloužení ve stejném formátu jako předchozí první (2x5 minut). Pokud ani ve druhém nastavení nevstřelilo žádné družstvo více branek, postupuje se dle rozpisu pořádající soutěže. Variantou je střelba sedmimetrových hodů. Během prodloužení není možné využít žádného oddechového času (time-outu).
V play-off české extraligy házené bylo k sezóně 2015/16 při remíze po základním čase hráno prodloužení 2x5 minut a při neurčení vítěze případné sedmimetrové hody. V československé interlize nebylo prodloužení hráno a následoval přímo rozstřel hody.